# Teicoplanina
La  teicoplanina è un farmaco antibiotico che fa parte, insieme con la vancomicina, della classe dei glicopeptidi, estratto dall'Actinoplanes teichomyceticus.
Sono molecole ad alto peso molecolare, che agiscono inibendo la polimerizzazione della parete del peptidoglicano dei batteri gram positivi.
La teicoplanina mostra un effetto battericida sui batteri Gram positivi.
L'alto peso molecolare non consente a tali molecole l'attraversamento della membrana cellulare esterna dei germi Gram negativi, per cui la teicoplanina, così come la vancomicina, è inefficace contro questi batteri.
Tuttavia la teicoplanina ha un'emivita più lunga (45 - 70 ore) della vancomicina, e ciò può permettere una somministrazione in singola dose quotidiana. Inoltre, la teicoplanina può essere iniettata sia per via endovenosa sia per via intramuscolare. Per il trattamento della colite pseudomembranosa da Clostridioides difficile, la teicoplanina può essere somministrata per via orale in modo identico alla vancomicina.